# Protein Data Bank
El Protein Data Bank (PDB) (Banc de dades de proteïnes), és un dipòsit d'estructures 3-D de proteïnes i àcids nucleics supervisat per l'organització Worldwide Protein Data Bank (wwPDB). Aquesta informació, obtinguda bàsicament per cristal·lografia de raigs X i ressonància magnètica nuclear, és incorporada per biòlegs, químics i bioquímics d'arreu del món, és de domini públic i pot ser emprada lliurement.
1. ↑  wwPDB consortium «Protein Data Bank: the single global archive for 3D macromolecular structure data». Nucleic Acids Research, 47, 24-10-2018, pàg. D520–D528.